# Al-Mourabitoun

O emblema do movimento.

Movimento Nasserita Independente (em árabe: حركة الناصريين المستقلين-المرابطون, translit. Harakat al-Nasiriyin al-Mustaqillin) ou simplesmente Al-Murabitoun (المرابطون), Organização Nasserita Independente, ou Movimento dos Nasseristas Independentes, é um partido político nasserista no Líbano.

## Origens
Fundado em 1957 em Beirute por um grupo de ativistas libaneses nasseritas liderados por Ibrahim Kulaylat que se opunham às políticas pró-ocidentais do presidente Camille Chamoun, o Movimento Nasserita Independente ganhou destaque no auge da Guerra Civil de 1958. A milícia de 2.000 homens do próprio movimento, os 'Sentinelas' (em árabe: Al-Murabitun, al-murabitûn ou al-Mourabitoun; em francês:  Les Sentinels), entraram em confronto com o exército libanês e milícias cristãs pró-governo no norte do Líbano e Beirute.
Apesar de ter experimentado um declínio temporário nos anos imediatamente após a crise de 1958, o Movimento Nasserita Independente permaneceu uma força ativa na política libanesa durante as décadas de 1960 e 1970. No início da década de 1970, o movimento ressurgiu como uma grande facção política dentro da comunidade muçulmana sunita, forjando alianças com outros partidos de esquerda anti-establishment, como o Partido Socialista Progressista (PSP) liderado por Kamal Jumblatt e o Partido Comunista Libanês (PCL). Em 1969, o Movimento Nasserita Independente tornou-se membro da "Frente para Partidos Progressistas e Forças Nacionais", posteriormente reorganizada em 1972 como Movimento Nacional Libanês (MNL). Consistente com seus ideais pan-arabistas, o Movimento Nasserita Independente radical foi um defensor ferrenho da causa palestina no Líbano desde o final dos anos 1960, cultivando laços políticos e militares estreitos com a Organização para a Libertação da Palestina (OLP) nos anos anteriores à guerra.

## Crenças políticas
Como o próprio nome indica, o Movimento Nasserita Independente adotou os ideais do falecido presidente egípcio, Gamal Abdel Nasser, uma mistura de socialismo e nacionalismo pan-árabe secular, expresso no slogan de seu partido 'Liberdade - Unidade - Socialismo' (em árabe: الحرية - الوحدة - الاشتراكية | al-Hurriyat – al-Wahdat – al-Aishtirakia). Sendo radicalmente oposto à ordem política dominada pelos cristãos maronitas no Líbano, os objetivos políticos do al-Murabitoun eram preservar o caráter árabe e secular do Líbano e, a longo prazo, estabelecer um sistema político e econômico socialista. O partido se apresentava como sendo pragmático em termos ideológicos, entretanto, e que sua doutrina era baseada na fusão entre teorias materialistas marxistas e teorias idealistas liberais. Em 1979, o líder do partido Samir Sabbagh descreveu o Movimento Nasserita Independente como particularmente próximo do Partido Comunista Libanês.

## Adeptos
Embora o Movimento Nasserita Independente afirme ser um movimento secular não sectário, seus membros sempre foram predominantemente muçulmanos, sendo percebidos no Líbano como uma organização predominantemente sunita. Durante o ressurgimento do Movimento no início dos anos 1970, atraiu seu apoio em grande parte da classe trabalhadora e da empobrecida pequena burguesia sunita, mas isso não os impediu de atrair seguidores de outras seitas. De fato, um relatório de 1987 usado pelo estudo da Biblioteca do Congresso dos Estados Unidos sobre o Líbano estimou que os membros do Movimento Nasserita Independente desde meados da década de 1970 eram cerca de 45% sunitas, 45% xiitas e 10% drusos, embora outras fontes não confirmadas apresentem os 40% restantes como cristãos. Geograficamente, o movimento teve seu epicentro nas áreas sunitas de Beirute.

## Estrutura e organização militar
Discretamente reformada no início de 1975, sua milícia "Sentinelas", agora conhecida como Forças Al-Mourabitoun (em árabe: قوات المرابطون | Quwwat al-Murabitun), começou com apenas 150-200 militantes mal armados, mas posteriormente cresceu para 3.000–5.000 homens e mulheres oriundos dos bairros muçulmanos da região oeste de Beirute, sob o comando do próprio Kulaylat. Com sede no bairro Tarik al-Jadida do distrito comercial de Mazraa no oeste de Beirute, o al-Murabitoun no início dos da década de 1980 contava com cerca de 1.000 combatentes regulares e 2.000 reservistas secretamente treinados pelas facções palestinas (Fatah, Frente Popular para a Libertação da Palestina e As-Saiqa) e mais tarde pelo Exército Árabe Libanês do Tenente Ahmed Al-Khatib. Desde a sua fundação, a milícia rapidamente atingiu uma perspectiva 'regular', atestada pela alta disciplina e organização de seus 3.000 milicianos uniformizados em ramos convencionais de blindagem, infantaria e artilharia, apoiados por unidades de apoio médico, de transmissões e da polícia militar. Enquanto drusos, sunitas e muçulmanos xiitas preenchiam as bases, seu corpo de oficiais era composto principalmente por sunitas e alguns cristãos treinados na Líbia e no Iraque.